# How to Have Sex
How to Have Sex är en brittisk dramafilm från 2023. Den är regisserad av Molly Manning Walker som även skrivit dess manus. Filmen tävlade i sektionen Un Certain Regard vid 2023 års Cannes Film Festival där den vann pris som bästa film.
Filmen hade biopremiär i Sverige den 24 november 2023, utgiven av NonStop Entertainment.

## Handling
Filmen kretsar kring de tre brittiska tonåringarna Tara, Skye och Em som reser till Kreta för att festa, vilket innebär både sprit, dans och killar. Inget ska hindra tjejerna från deras livs bästa sommar.

## Rollista (i urval)
- Mia McKenna-Bruce – Tara
- Lara Peake – Skye
- Shaun Thomas – Badger
- Samuel Bottomley – Paddy
- Eilidh Loan – Fi
- Enva Lewis – Em
- Laura Ambler – Paige
- Daisy Jelley – Gemma